# Leonel Maciel
Leonel Maciel (født 4. januar 1989) er en argentinsk håndboldspiller, som spiller for BM Ciudad Encantada og det argentinske landshold.
Han repræsenterede Argentina ved verdensmesterskabet i håndbold i 2019.